# Cambessedesia espora
Cambessedesia espora es una especie  de planta fanerógama  pertenecientes a la familia Melastomataceae. Es originaria de Brasil.   

## Taxonomía
Cambessedesia espora fue descrita por (A.St.-Hil. ex Bonpl.) DC. y publicado en Prodromus Systematis Naturalis Regni Vegetabilis 3: 111. 1828.
Variedad aceptada
- Cambessedesia espora subsp. ilicifolia (DC.) A.B. Martins

Sinonimia
- Cambessedesia espora subsp. espora
- Rhexia espora A. St.-Hil. ex Bonpl. basónimo[2]